# Cork City South-East
Cork City South-East is een voormalig kiesdistrict in de Republiek Ierland voor de verkiezingen van Dáil Éireann, het lagerhuis van het Ierse parlement. Het district omvatte het zoudoostelijke deel van de stad Cork. Het werd ingesteld voor de verkiezingen van 1969 en koos 3 leden voor de Dáil. Het werd opgeheven voor de verkiezingen van 1977 en ging toen op in het district Cork City.
Bij de verkiezingen in 1969 en 1973 haalde Fianna Fáil 2 van de 3 zetels, de derde zetel ging beide keren naar Fine Gael. De zetel van Fine Gael werd gewonnen door Peter Barry die in 1987 Tánaiste zou worden.